# Duitse Democratische Republiek op de Olympische Winterspelen 1976
Tijdens de Olympische Winterspelen van 1976, die in Innsbruck (Oostenrijk) werden gehouden, nam de Duitse Democratische Republiek (DDR) voor de derde keer deel.

## Medailleoverzicht
| Sport              | Olympiër                                                             | Discipline             | Medaille |
| ------------------ | -------------------------------------------------------------------- | ---------------------- | -------- |
| Bobsleeën          | Meinhard Nehmer Bernhard Germeshausen                                | 2-mansbob (m)          | Goud     |
| Bobsleeën          | Meinhard Nehmer Jochen Babock Bernhard Germeshausen Bernhard Lehmann | 4-mansbob (m)          | Goud     |
| Noordse combinatie | Ulrich Wehling                                                       | mannen                 | Goud     |
| Rodelen            | Dettlef Günther                                                      | mannen                 | Goud     |
| Rodelen            | Margit Schumann                                                      | vrouwen                | Goud     |
| Rodelen            | Hans Rinn Norbert Hahn                                               | dubbel                 | Goud     |
| Schansspringen     | Hans-Georg Aschenbach                                                | normale schans (m)     | Goud     |
| Kunstrijden        | Romy Kermer Rolf Oesterreich                                         | paarrijden             | Zilver   |
| Langlaufen         | Gert-Dietmar Klause                                                  | 50 km (m)              | Zilver   |
| Rodelen            | Ute Rührold                                                          | vrouwen                | Zilver   |
| Schaatsen          | Andrea Mitscherlich                                                  | 3000 m (v)             | Zilver   |
| Schansspringen     | Jochen Danneberg                                                     | normale schans (m)     | Zilver   |
| Biatlon            | Karl-Heinz Menz Frank Ullrich Manfred Beer Manfred Geyer             | 4x7,5 km estafette (m) | Brons    |
| Kunstrijden        | Christine Errath                                                     | vrouwen                | Brons    |
| Kunstrijden        | Manuela Groß Uwe Kagelmann                                           | paarrijden             | Brons    |
| Langlaufen         | Monika Debertshäuser Sigrun Krause Barbara Petzold Veronika Schmidt  | 4x5 km estafette (v)   | Brons    |
| Noordse combinatie | Konrad Winkler                                                       | mannen                 | Brons    |
| Rodelen            | Hans Rinn                                                            | mannen                 | Brons    |
| Schansspringen     | Henry Glaß                                                           | grote schans (m)       | Brons    |

## Deelnemers en resultaten

### Biatlon
| Olympiër                                                 | Discipline             | Resultaat | Prestatie                                                                                 |
| -------------------------------------------------------- | ---------------------- | --------- | ----------------------------------------------------------------------------------------- |
| Manfred Geyer                                            | 20 km (m)              | 12e       | 1:19.11,37 (+4.59,11) pen.: 6 (1 / 3 / 2 / 0)                                             |
| Karl-Heinz Wolf                                          | 20 km (m)              | 15e       | 1:20.06,89 (+5.54,63) pen.: 5 (1 / 2 / 2 / 0)                                             |
| Manfred Beer                                             | 20 km (m)              | 27e       | 1:23.42,50 (+9.30,24) pen.: 5 (1 / 2 / 0 / 2)                                             |
| Karl-Heinz Menz Frank Ullrich Manfred Beer Manfred Geyer | 4x7,5 km estafette (m) | Brons     | 2:04.08,61 (+6.12,97) pen.: 5 (0 / 4 / 1 / 0) (31.02,18 / 32.47,28 / 31.30,01 / 28.49,14) |

### Bobsleeën
| Olympiër                                                             | Discipline           | Resultaat | Prestatie                                       |
| -------------------------------------------------------------------- | -------------------- | --------- | ----------------------------------------------- |
| Horst Schönau Raimund Bethge                                         | 2-mansbob (m) DDR I  | 7e        | 3.46,97 (+2,55) (56,89 / 56,79 / 56,74 / 56,55) |
| Meinhard Nehmer Bernhard Germeshausen                                | 2-mansbob (m) DDR II | Goud      | 3.44,42 (56,24 / 56,04 / 55,87 / 56,27)         |
| Meinhard Nehmer Jochen Babock Bernhard Germeshausen Bernhard Lehmann | 4-mansbob (m) DDR I  | Goud      | 3.40,43 (54,43 / 54,64 / 55,51 / 55,85)         |
| Horst Schönau Horst Bernhardt Harald Seifert Raimund Bethge          | 4-mansbob (m) DDR II | 4e        | 3.42,44 (+2,01) (55,11 / 55,12 / 55,63 / 56,58) |

### Kunstrijden
| Olympiër                     | Discipline | Resultaat | Prestatie              |
| ---------------------------- | ---------- | --------- | ---------------------- |
| Jan Hoffmann                 | mannen     | 4e        | pc. 34,0; 187,3 punten |
| Christine Errath             | vrouwen    | Brons     | pc. 28,0; 188,2 punten |
| Anett Pötzsch                | vrouwen    | 4e        | pc. 33,0; 187,4 punten |
| Marion Weber                 | vrouwen    | 11e       | pc. 99,0; 175,8 punten |
| Romy Kermer Rolf Oesterreich | paarrijden | Zilver    | pc. 21,0; 136,4 punten |
| Manuela Groß Uwe Kagelmann   | paarrijden | Brons     | pc. 34,0; 134,6 punten |
| Kerstin Stolfig Veit Kempe   | paarrijden | 6e        | pc. 59,0; 129,6 punten |

### Langlaufen
| Olympiër                                                            | Discipline            | Resultaat | Prestatie                                                         |
| ------------------------------------------------------------------- | --------------------- | --------- | ----------------------------------------------------------------- |
| Gerhard Grimmer                                                     | 15 km (m)             | 49e       | 48.45,04 (+4.46,57)                                               |
| Gerhard Grimmer                                                     | 30 km (m)             | 16e       | 1:34.52,15 (+4.22,77)                                             |
| Gerhard Grimmer                                                     | 50 km (m)             | 5e        | 2:41.15,46 (+3.45,41)                                             |
| Gerd Heßler                                                         | 15 km (m)             | 28e       | 47.08,77 (+3.10,30)                                               |
| Gerd Heßler                                                         | 50 km (m)             | 28e       | 2:47.34,90 (+10.04,85)                                            |
| Gert-Dietmar Klause                                                 | 15 km (m)             | 9e        | 45.42,97 (+1.44,50)                                               |
| Gert-Dietmar Klause                                                 | 30 km (m)             | 6e        | 1:32.00,91 (+1.31,53)                                             |
| Gert-Dietmar Klause                                                 | 50 km (m)             | Zilver    | 2:38.13,21 (+43,16)                                               |
| Axel Lesser                                                         | 30 km (m)             | 17e       | 1:34.53,14 (+4.23,76)                                             |
| Dieter Meinel                                                       | 30 km (m)             | 33e       | 1:36.37,35 (+6.07,97)                                             |
| Dieter Meinel                                                       | 50 km (m)             | 33e       | 2:49.52,42 (+12.22,37)                                            |
| Jürgen Wolf                                                         | 15 km (m)             | 25e       | 47.04,49 (+3.06,02)                                               |
| Gerd Heßler Axel Lesser Gerhard Grimmer Gert-Dietmar Klause         | 4x10 km estafette (m) | dnf       | opgave (34.44,44 / opgave )                                       |
|                                                                     |                       |           |                                                                   |
| Monika Debertshäuser                                                | 5 km (v)              | 7e        | 16.34,94 (+46,25)                                                 |
| Monika Debertshäuser                                                | 10 km (v)             | 14e       | 31.50,06 (+1.36,65)                                               |
| Veronika Schmidt                                                    | 5 km (v)              | 12e       | 16.42,86 (+54,17)                                                 |
| Veronika Schmidt                                                    | 10 km (v)             | 8e        | 31.12,33 (+58,92)                                                 |
| Sigrun Krause                                                       | 5 km (v)              | 16e       | 16.55,54 (+1.06,85)                                               |
| Sigrun Krause                                                       | 10 km (v)             | 12e       | 31.39,76 (+1.26,35)                                               |
| Barbara Petzold                                                     | 5 km (v)              | 11e       | 16.42,44 (+53,75)                                                 |
| Barbara Petzold                                                     | 10 km (v)             | 7e        | 31.12,20 (+58,79)                                                 |
| Monika Debertshäuser Sigrun Krause Barbara Petzold Veronika Schmidt | 4x5 km estafette (v)  | Brons     | 1:09.57,95 (+2.08,20) (18.02,73 / 17.46,43 / 17.01,71 / 17.07,08) |

### Noordse combinatie
| Olympiër          | Discipline | Resultaat | Prestatie                                                                                             |
| ----------------- | ---------- | --------- | --- |
| Ulrich Wehling    | mannen     | Goud      | 423,39 punten schans: 225,5 p 112,0 (77,0 m)+112,5 (80,0 m)+113,0 (80,5 m) 15 km: 197,89 p (50:28.95) |
| Konrad Winkler    | mannen     | Brons     | 417,47 punten schans: 213,9 p 107,0 (74,5 m)+105,9 (76,5 m)+106,9 (77,0 m) 15 km: 203,57 p (49:51.11) |
| Claus Tuchscherer | mannen     | 5e        | 409,51 punten schans: 218,7 p 103,2 (74,0 m)+109,1 (78,5 m)+109,6 (79,0 m) 15 km: 190,81 p (51:16.12) |
| Günther Deckert   | mannen     | 13e       | 397,78 punten schans: 194,2 p 74,0 (72,0 m)+95,1 (71,0 m)+99,1 (74,0 m) 15 km: 203,58 p (49:51.00)    |

### Rodelen
| Olympiër               | Discipline | Resultaat | Prestatie                                             |
| ---------------------- | ---------- | --------- | ----------------------------------------------------- |
| Dettlef Günther        | mannen     | Goud      | 3.27,688 (52,381 / 52,107 / 51,418 / 51,782)          |
| Hans Rinn              | mannen     | Brons     | 3.28,574 (+0,886) (52,916 / 51,968 / 51,690 / 52,000) |
| Hans-Heinrich Winckler | mannen     | 4e        | 3.29,454 (+1,766) (52,848 / 52,328 / 52,069 / 52,209) |
| Margit Schumann        | vrouwen    | Goud      | 2.50,621 (42,854 / 42,830 / 42,285 / 42,652)          |
| Ute Rührold            | vrouwen    | Zilver    | 2.50,846 (+0,225) (42,926 / 42,708 / 42,439 / 42,773) |
| Eva-Maria Wernicke     | vrouwen    | 4e        | 2.51,262 (+0,641) (43,007 / 42,646 / 42,711 / 42,898) |
| Hans Rinn Norbert Hahn | dubbel     | Goud      | 1.25,604 (42,773 / 42,831)                            |
| Bernd Hahn Ulli Hahn   | dubbel     | 16e       | 1.29,847 (+4,243) (43,291 / 46,556)                   |

### Schaatsen
| Olympiër            | Discipline | Resultaat | Prestatie        |
| ------------------- | ---------- | --------- | ---------------- |
| Harald Oehme        | 500 m (m)  | 24e       | 41,54 (+2,37)    |
| Harald Oehme        | 1000 m (m) | 20e       | 1.23,88 (+4,56)  |
| Manfred Winter      | 5000 m (m) | 18e       | 7.58,28 (+33,80) |
| Klaus Wunderlich    | 1000 m (m) | 10e       | 1.21,67 (+2,35)  |
| Klaus Wunderlich    | 1500 m (m) | 9e        | 2.03,41 (+4,03)  |
| Klaus Wunderlich    | 5000 m (m) | 5e        | 7.33,82 (+9,34)  |
|                     |            |           |                  |
| Ines Bautzmann      | 500 m (v)  | 15e       | 44,87 (+2,11)    |
| Ines Bautzmann      | 1500 m (v) | 7e        | 2.19,63 (+3,05)  |
| Ines Bautzmann      | 3000 m (v) | 5e        | 4.46,67 (+1,48)  |
| Ute Dix             | 500 m (v)  | 20e       | 45,60 (+2,84)    |
| Ute Dix             | 1000 m (v) | 21e       | 1.34,14 (+5,71)  |
| Andrea Mitscherlich | 1500 m (v) | 10e       | 2.20,05 (+3,47)  |
| Andrea Mitscherlich | 3000 m (v) | Zilver    | 4.45,23 (+0,04)  |
| Karin Kessow        | 1500 m (v) | 5e        | 2.19,05 (+2,47)  |
| Karin Kessow        | 3000 m (v) | 4e        | 4.45,60 (+0,41)  |
| Heike Lange         | 500 m (v)  | 10e       | 44,21 (+1,45)    |
| Heike Lange         | 1000 m (v) | 8e        | 1.30,55 (+2,12)  |
| Monika Zernicek     | 1000 m (v) | 12e       | 1.31,68 (+3,25)  |

### Schansspringen
| Olympiër              | Discipline         | Resultaat | Prestatie                                           |
| --------------------- | ------------------ | --------- | --------------------------------------------------- |
| Hans-Georg Aschenbach | normale schans (m) | Goud      | 252,0 punten 128,0 p. (84,5 m) + 124,0 p. (82,0 m)  |
| Hans-Georg Aschenbach | grote schans (m)   | 8e        | 212,1 punten 109,5 p. (92,5 m) + 102,6 p. (89,0 m)  |
| Jochen Danneberg      | normale schans (m) | Zilver    | 246,2 punten 124,4 p. (83,5 m) + 121,8 p. (82,5 m)  |
| Jochen Danneberg      | grote schans (m)   | 4e        | 221,6 punten 118,8 p. (102,0 m) + 102,8 p. (89,5 m) |
| Bernd Eckstein        | normale schans (m) | 32e       | 209,3 punten 118,6 p. (80,5 m) + 90,7 p. (81,5 m)   |
| Bernd Eckstein        | grote schans (m)   | 7e        | 216,2 punten 109,6 p. (94,0 m) + 106,6 p. (91,5 m)  |
| Henry Glaß            | normale schans (m) | 44e       | 203,8 punten 118,3 p. (80,0 m) + 85,5 p. (79,5 m)   |
| Henry Glaß            | grote schans (m)   | Brons     | 221,7 punten 104,4 p. (91,0 m) + 117,3 p. (97,0 m)  |

Andorra · Argentinië · Australië · België · Bondsrepubliek Duitsland · Bulgarije · Canada · Chili · Duitse Democratische Republiek · Finland · Frankrijk · Griekenland · Groot-Brittannië · Hongarije · IJsland · Iran · Italië · Japan · Joegoslavië · Libanon · Liechtenstein · Nederland · Nieuw-Zeeland · Noorwegen · Oostenrijk · Polen · Roemenië · San Marino · Sovjet-Unie · Spanje · Taiwan · Tsjecho-Slowakije · Turkije · Verenigde Staten · Zuid-Korea · Zweden · Zwitserland